# John Ashbery
John Ashbery (28. července 1927, Rochester, New York – 3. září 2017) byl americký básník, kritik a novinář.

## Životopis
Studoval na Harvardově a na Columbijské univerzitě. Mnoho let strávil v Paříži, kde pracoval jako zpravodaj a umělecký kritik. Po návratu domů vydával různé časopisy. Setkával se s newyorskou básnickou skupinou.
Jeho díla jsou výjimečná svými metaforami a brilantním vyjadřováním a prací s jazykem, v čemž ho silně ovlivnil francouzský jazyk. Často se věnoval zobrazování ciziny i domova, nebo popisy podvědomí.

## Dílo

### Básnické sbírky
- 1953 – Turandot
- 1956 – Pár stromů (Some Trees)
- 1962 – Přísaha na tenisovém dvorci (The Tennis Courth Oath)
- 1965 – Řeky a hory (Rivers and Mountains)
- 1970 – Dvojí sen o jaru (The Double Dream of Spring)
- 1975 – Autoportrét ve vydutém zrcadle (Self-Portrait in a Convex Mirror)

### Hry
- 1950 – Hrdinové (The Heroes)
- 1955 – Kompromis (The Compromise)

### Další díla
- Three Poems
- Vermont Notebook
- Houseboat Days
- As We Know
- Shadow Train
- A Wave
- April galleons
- Flow Chart
- And the Stars Were Shining
- Hotel Comte de Lautréamont | Lautréamont
- Girls on the Run
- Can You Hear, Bird?
- Wakefulness
- Your Name Here
- Chinese Whispers
- Where Shall I Wander